# وعود سخية (مسلسل)
وعود سخية مسلسل مصري، من بطولة حنان مطاوع، ومن إخراج أحمد حسن، يتكون المسلسل من 15 حلقة.

## قصة المسلسل
تتعرض سخية للظلم والقهر واتهامات كثيرة، هي بريئة منها، فتبدأ شخصيتها في التحول إلي شخصية انتقامية من كل من تآمر عليها.